# Mathilde Leriche
Pour les articles homonymes, voir Leriche.
Mathilde Leriche, née le 25 janvier 1900 à Chartrettes et morte le 9 janvier 2000 à Paris, est une bibliothécaire française, chercheur en littérature de jeunesse et militante des questions d’éducation.

## Son action
Mathilde Leriche a contribué à la création, le 12 novembre 1924, de la bibliothèque parisienne pour enfants L’Heure Joyeuse, avec Marguerite Gruny et Claire Huchet qui en fut la directrice. Cette initiative, soutenue par l’association américaine Book Committee on Children’s Libraries   et par Eugène Morel, s’était heurtée initialement à la mauvaise volonté de l'administration des Bibliothèques de la Ville de Paris.
Elle a aussi contribué en 1934 à la création du Prix Jeunesse, premier prix littéraire consacré aux livres pour enfants fondé par l’éditeur Michel Bourrelier. L'objectif du prix est de découvrir, de publier et promouvoir de nouveaux auteur.es de littérature jeunesse de qualité. Elle a été secrétaire du Prix et membre du jury, aux côtés de Paul Hazard, Georges Duhamel, Paul Fort, Charles Vildrac et Charles ab der Halden notamment. 
Conteuse, animatrice, elle est à l’origine de L’Heure du Conte dans les bibliothèques en France, initiative qui connut un succès durable. Elle publie en 1956 un recueil de contes en trois volumes, On raconte...
En 1964, elle participe à la création du CRILJ (Centre de recherche et d'information sur la littérature de jeunesse), fondé par Janine Despinette, dont elle est la première Présidente.
Son action de pionnière s’est caractérisée par une recherche intransigeante de la qualité dans la littérature de jeunesse ; ses idées bien arrêtées l’ont parfois portée à une certaine réticence vis-à-vis de la modernité, par exemple à une opposition à la bande dessinée dans les bibliothèques.

### De Mathilde Leriche
- Mathilde Leriche, On raconte..., Bourrelier, 1956, ill. Pierre Belvès (3 volumes : 1. pour les enfants de 3 à 9 ans, 2. pour les enfants de 8 à 12 ans ; 3. pour les enfants de 10 à 14 ans)
- Mathilde Leriche, Et on raconte encore…, Bourrelier, 1957
- Mathilde Leriche, Les heures enchantées : 62 contes écrits et recueillis pour les enfants de 3 à 9 ans… , Armand Colin – Bourrelier, 1967  (ill. Pierre Belvès)
- Marguerite Gruny, Mathilde Leriche, Beaux livres, belles histoires. Choix de cinq cents livres pour enfants.  ; également Beaux livres, belles histoires : Choix de 2 000 titres de livres pour enfants
- Mathilde Leriche et Sylvie Selig, Les trois chiens de Madame Grapinette, Dessain et Tolra, 1974
- Mathilde Leriche et Françoise Estachy, Les Petits bonheurs de Véronique, Ed. G.P., 1975

### Sur Mathilde Leriche
- Mathilde Leriche – 50 ans de littérature de jeunesse, Magnard – L’École, 1979 (Recueil de textes de conférences et autres)
- Françoise Lévêque, Mathilde Leriche, une bibliothécaire d’influence et la presse enfantine, in On tue à chaque page ! La loi de 1949 sur les publications destinées à la jeunesse, (coll.), Le Temps, 1999. Une étude très détaillée. On pourra la comparer à celle qui porte, dans ce même ouvrage, sur l'Abbé Béthléem.
- Olivier Piffault, "La bande dessinée dans les bibliothèques françaises. Destinées et aléas !", dans Bibliothèques, juillet 2010, no 51. L'action de Mathilde Leriche est évoquée dans cet article consacrée à l'évolution des relations entre bande dessinée et bibliothèque.
- Figures de bibliothécaires, sous la direction  de Isabelle Antonutti. Villeurbanne : Presses de l'Enssib, 2020.